# أفترماث (فلم 2014)
أفترماث (بالإنجليزية: Aftermath) هو فيلم رعب وخيال علمي تم إنتاجه في الولايات المتحدة وصدر سنة 2014 بطولة إدوارد فورلونغ ومونيكا كينا.

## القصة
بسبب حرب نووية مدمرة، تجد مجموعة من الناس أنفسهم محشورين في ملجأ في ولاية تكساس الريفية، تكافح من أجل التغلب على التسمم الإشعاعي والحزن ورهاب الأماكن المغلقة.

## الميزانية والإيرادات
كلف الفيلم قرابة 2.5 مليون دولار وحقق قرابة 350,000 (في الولايات المتحدة).

## وصلات خارجية
- مقالات تستعمل روابط فنية بلا صلة مع ويكي بيانات